# Khalid Shaykh Muhammad
Khalid Shaykh Muhammad, traslitterato preferibilmente dai media come Khalid Shaikh Mohammed (in arabo خالد شيخ محمد‎?; Belucistan, 14 aprile 1965), è un terrorista pakistano, membro di al-Qāʿida, imputato per essere l'organizzatore degli attentati dell'11 settembre 2001.
Noto con almeno 50 pseudonimi, è dal 2003 prigioniero sotto custodia militare statunitense, imputato di atti di terrorismo, incluso l'omicidio di massa di civili. È stato citato in giudizio l'11 febbraio 2008 per crimini di guerra e per omicidio in virtù del Military Commissions Act del 2006 e rischia l'esecuzione capitale qualora fosse riconosciuto colpevole.
Khalid Shaykh Muhammad è stato membro dell'organizzazione al-Qāʿida di Osama bin Laden, malgrado abbia vissuto in Kuwait anziché in Pakistan, guidando le operazioni di propaganda di al-Qāʿida per qualche tempo verso il 1999. Secondo il rapporto della Commissione sull'11 settembre è stato "il principale architetto degli attacchi dell'11 settembre". Si crede che egli abbia svolto, o che abbia confessato di aver svolto, un ruolo in molti dei più significativi complotti terroristici degli ultimi decenni, incluso l'attentato al World Trade Center del 1993, il complotto denominato Progetto Bojinka, un fallito attacco nel 2002 ai danni dell'U.S. Bank Tower di Los Angeles, l'attentato di Bali dello stesso anno, il fallito attentato all'American Airlines Flight 63, i Complotti del Millennio e l'assassinio di Daniel Pearl in Pakistan.
Khalid Shaykh Muhammad è stato catturato a Rawalpindi (Pakistan) il 1º marzo 2003 dall'CIA/ISI, forse in azione congiunta con agenti del Servizio di Sicurezza Diplomatico statunitense e tradotto in un carcere americano, dove tuttora si trova. Nel settembre 2006, il governo USA ha annunciato di aver trasferito Khalid Shaykh Muhammad dal suo carcere segreto al campo di prigionia di Guantánamo Bay a Cuba. Human Rights Watch e lo stesso Khalid Shaykh Muhammad hanno denunciato il fatto che le autorità statunitensi lo avrebbero sottoposto a torture, un'accusa che è stata confermata dalle notizie divulgate il 4 febbraio 2008, allorché fu rivelato che era stato sottoposto alla controversa tecnica di "annegamento simulato", chiamato anche "waterboarding". Secondo le memorie legali prodotte dall'Amministrazione Bush, Ufficio di Consulenza Legale, Muhammad è stato immerso in acqua fin quasi alla morte per asfissia per 183 volte in un solo mese.
Nel marzo 2007, dopo quattro anni di carcere, inclusi sei mesi nel campo di prigionia di Guantánamo, Khalid Shaykh Muhammad - come è stato affermato da un Tribunale per il riesame dello status di combattente a Guantanamo Bay - ha confessato di essere stato il principale progettista degli attentati dell'11 settembre 2001, del fallito attentato condotto da Richard Colvin Reid tramite esplosivo nascosto all'interno del tacco della propria scarpa a bordo di un aeroplano che volava sopra l'oceano Atlantico, dell'attentato di Bali del 2002 in un night club, dell'attentato al World Trade Center del 1993 e di vari altri falliti attentati.
L'8 dicembre 2008, Muhammad e quattro suoi difensori inviarono una nota al giudice militare in cui esprimevano il desiderio dell'imputato di confessare e di dichiararsi colpevole.

## Biografia
Si afferma generalmente che Khalid Shaykh Muhammad sia nato in Belucistan (Pakistan). Trascorse alcuni dei suoi anni di formazione in Kuwait, proprio come suo nipote, Ramzi Yusuf (tre anni più giovane di lui). Si affiliò alla Fratellanza Musulmana all'età di 16 anni. Tornò in Pakistan subito dopo e dopo avervi trascorso qualche tempo, si recò negli Stati Uniti d'America per un ulteriore periodo di studio.
Raggiunse il Chowan College, una piccola scuola battista a Murfreesboro (Carolina del Nord), per un semestre (cominciando a studiarvi nel 1983) prima di trasferirsi nella North Carolina Agricultural and Technical State University e completando qui la sua laurea breve (degree) in ingegneria meccanica nel 1986. L'anno successivo egli si recò in Afghanistan, dove assieme ai suoi fratelli (Zahid, 'Abid e 'Arif) combatté contro l'Unione Sovietica durante l'invasione sovietica dell'Afghanistan. (Alcune fonti credono che Khalid abbia combattuto in Afghanistan prima di spostarsi negli Stati Uniti). Lì fu presentato ad Abd al-Rasul Sayyaf, capo del Partito dell'Unione Islamica. Il rapporto della Commissione sull'11 settembre annota a pagina 149 che "Sayyaf era intimo di Ahmad Shah Masʿūd, il leader dell'Alleanza Afghana del Nord".
Il Rapporto della Commissione sull'11 settembre nota anche che "per conto suo, l'animo di Khalid verso gli Stati Uniti non era dettato dalle sue esperienze che aveva avuto lì, quanto piuttosto dal suo aspro dissenso verso la politica statunitense che favoriva Israele".
Secondo il Rapporto della Commissione, Khalid Shaykh Muhammad dopo il "jihād afghano" cominciò a lavorare per una compagnia di elettronica, operando nel campo delle apparecchiature di comunicazione. Nel 1988 aiutò a guidare una Organizzazione non governativa finanziata da Abu Sayyaf, che sponsorizzava e sosteneva i combattenti afghani contro i Sovietici. Continuò tale lavoro fino al 1992, quando lottò con i combattenti musulmani in Bosnia ed Erzegovina e sostenne questo impegno anche finanziariamente.
Khalid Shaykh Muhammad si spostò quindi in Qatar per lavorare in un ufficio governativo per un progetto ingegneristico per il Ministero dell'Elettricità e delle Acque del Qatar. Mantenne questo impegno fino al 1996.

### Filippine 1994-1995
Mentre si trovava nelle Filippine tra la fine del 1994 e i primi del 1995, affermò di essere un esportatore saudita o del Qatar di compensato e usò le identità fittizie di ʿAbd al-Majīd e Salem ʿAlī.
Secondo la polizia filippina, un'inserviente ai tavoli di nome Arminda Costudio, che lavorava presso il Manila Bay Club a Pasay City, dichiarò di aver incontrato un uomo che si era presentato come uomo d'affari del Qatar, di nome Salem Ali, che ella credeva fosse Khalid Shaykh Muhammad, basandosi sul suo grasso dito medio - una caratteristica che il terrorista Abd al-Hakim Murad aveva anch'egli descritto. Ella disse di aver incontrato l'uomo due volte nello Shangri-La Hotel a Makati City a metà 1994. Ogni volta egli indossava uno smoking bianco e pagava la cena estraendo un rotolo di banconote e distribuiva ai componenti del gruppo dolcetti. Costei più tardi divenne la compagna di Wali Khan Amin Shah mentre questi era a Metro Manila.

### Bosnia, 1995
L'Agenzia giornalistica Adnkronos riferì che Khalid Shaykh Muhammad aveva viaggiato alla volta della Bosnia nel settembre 1995 e che vi aveva lavorato, sotto falso nome, per l'Egyptian Relief, come operatore umanitario.
In base a un giornale di Sarajevo chiamato Daily Fokus, che riportava notizie del controspionaggio locale, Khalid Shaykh Muhammad avrebbe ottenuto la cittadinanza bosniaca nel novembre 1995. Tali fonti governative dissero al Daily Fokus che l'organizzazione egiziana faceva riferimento ai Fratelli Musulmani.

### L'arresto evitato in Qatar
Ai primi del 1996 fuggì in Pakistan per evitare la sua cattura da parte delle autorità statunitensi. Volando via dal Qatar trovò rifugio presso lo Shaykh Abd Allah ibn Khalid Al Thani, che nel 1996 era il ministro del Qatar per gli Affari Religiosi.

## Presunte attività terroristiche

### Attentato dinamitardo al World Trade Center del 1993
Questo attacco fu pianificato da un gruppo di cospiratori che includevano Ramzi Yusuf, Mahmud Abu Halima, Muhammad Salame, Nidal Ayyad e Ahmad Ajjaj. Costoro ricevettero aiuto finanziario dallo zio di Yusuf, Khalid Shaykh Muhammad.

### Il Progetto Bojinka
Dopo aver visto il rispetto che Ramzi Yusuf s'era guadagnato a causa dell'attentato dinamitardo del 1993 al World Trade Center di New York, Muhammad decise d'impegnarsi in modo maggiore diretto anche nelle sue attività anti-statunitensi. Viaggiò quindi alla volta delle Filippine nel 1994 per lavorare assieme a Yusuf nel Progetto Bojinka, un complotto basato a Manila e mirante a distruggere dodici aeroplani di linea che volavano lungo le rotte fra Stati Uniti, l'Asia orientale e il Sudest asiatico. Il Rapporto della Commissione sull'11 settembre afferma nel suo capitolo 5 che "ciò marca la prima volta che Khalid Shaykh Muhammad prese parte alla pianificazione in atto di un'operazione terroristica".
"Usando gli orari aerei, Khalid Shaykh Muhammad e Ramzi Yusuf progettarono uno schema per mezzo del quale cinque uomini avrebbero potuto, in un sol giorno, entrare a bordo di 12 diversi voli — due per tre di questi uomini, tre per ognuno dei rimanenti uomini — innescare e collocare a bordo le loro bombe e abbandonare il velivolo, lasciando che i timer innescassero le bombe nei vari giorni successivi. Col tempo le bombe sarebbero esplose, gli uomini-attentatori sarebbero ormai stati lontani ed estranei a qualsiasi ragionevole sospetto. Il calcolo era semplice: 12 voli con almeno 400 passeggeri per volo. Qualcosa di assai prossimo alle 5.000 vittime. Sarebbe stato un giorno di gloria per loro [gli attentatori], di calamità per gli Americani che gli attentatori immaginavano avrebbero riempito gli aeroplani."
Il Progetto Bojinka prevedeva anche l'affitto o l'acquisto di un velivolo Cessna, imbottito di esplosivo, da far precipitare sul Quartier Generale della CIA a Langley - l'alternativa del piano principale era quello di dirottare il dodicesimo aeroplano in volo e di impiegarlo come arma. Questa informazione è stata esposta dettagliatamente alle autorità statunitensi al tempo. Questo punto non è però stato menzionato nella confessione di Khalid Shaykh Muhammad che riguardava i 31 complotti terroristici, incluso l'attentato dell'11 settembre 2001.
Nel dicembre del 1994, Yusef era stato impegnato in un test di una bomba da far esplodere a bordo del Philippine Airlines Flight 434, in cui era stato impiegato circa il 10% degli esplosivi che sarebbero stati usati in ognuno degli ordigni da collocare a bordo degli aeroplani statunitensi. L'esperimento si concluse con la morte di un cittadino giapponese che viaggiava dalle Filippine alla volta del Giappone. Muhammad cospirò con Yusuf nell'organizzazione del complotto finché non fu scoperto il 6 gennaio del 1995. Yusuf fu catturato il 7 febbraio di quello stesso anno.
Khalid Shaykh Muhammad fu segretamente indiziato di terrorismo dalla Corte Distrettuale statunitense per il Distretto meridionale di New York nel gennaio 1996 per il suo presunto coinvolgimento nel Progetto Bojinka, e conseguentemente inserito il 10 ottobre del 2001 nella lista iniziale dell'FBI sui 22 terroristi maggiormente ricercati.

### Ripresa dei contatti con Osama bin Laden
(Khalid Shaykh Muhammad, in un discorso del 2007)
Al tempo del Progetto Bojinka, il complotto era stato svelato. Muhammad era già al sicuro in Qatar, ritornato al suo lavoro in veste di ingegnere progettista presso il locale ministero dell'Elettricità e delle Acque. Viaggiò nel 1995 in Sudan, Yemen, Malaysia e Brasile per far visita a elementi della comunità gihadista in tutto il mondo, sebbene nessuna evidenza vi sia per collegarlo a specifiche azioni terroristiche in alcuno di questi posti. Nel suo viaggio in Sudan egli cercò di incontrare Osama bin Laden, che all'epoca viveva lì, con l'ausilio del leader politico sudanese Hassan al Turabi. Dopo che nel gennaio del 1996 giunse una richiesta da parte degli USA che il governo del Qatar arrestasse Muhammad, questi fuggì in Afghanistan, dove riprese le sue relazioni con ʿAbd al-Rasūl Sayyāf e più avanti in quell'anno creò un collegamento operativo con il nuovamente emigrato Bin Laden. "Secondo K[halid]S[hayk]M[uhammad], questa fu la prima volta in cui egli aveva visto Bin Laden dal 1989. Malgrado essi avessero combattuto insieme [in Afghanistan] nel 1987, Bin Laden e KSM non avevano ancora intessuto una speciale stretta connessione operativa".
Proprio come Muhammad s'era trasferito di nuovo in Afghanistan, Bin Laden e i suoi fedeli avevano del pari spostato le loro operazioni nello stesso Paese. Abu Hafs al-Masri (nome "di battaglia" di Mohammed Atef, capo delle operazioni di Bin Laden, organizzò un incontro tra Bin Laden e Muhammad a Tora Bora verso metà del 1996, in cui Muhammad abbozzò un piano che sarebbe dovuto diventare col tempo il quadruplo dirottamento del 2001. Bin Laden esortò Muhammad a diventare un membro a pieno titolo di al-Qāʿida, ma egli seguitò a declinare l'invito all'impegno politico fin verso i primi del 1999, dopo gli attentati alle ambasciate statunitensi del 1998 di Nairobi e Dar es Salaam che lo convinsero che Bin Laden era effettivamente connesso alle aggressioni contro gli Stati Uniti d'America. Muhammad intendeva mantenere un certo grado di autonomia come mujāhid (combattente del jihād).
Il rapporto della Commissione 9/11 Commission nota a p. 149 che Muhammad aveva trasferito la sua famiglia dall'Iran a Karachi (Pakistan) nel 1997. Lo stesso anno egli tentò senza successo di unirsi al capo dei mujāhidīn Ibn al-Khattab in Cecenia, un'altra area d'interesse particolare per Muhammad. A quanto sembra non fu in grado però di viaggiare alla volta della Cecenia e perciò tornò in Afghanistan, dove a poco a poco si mise in luce all'interno di al-Qāʿida e infine accettò l'invito di Bin Laden a recarsi a Kandahar e unirsi all'organizzazione come membro di pieno diritto (sebbene egli pretenda di essersi rifiutato di prestare formale giuramento di fedeltà a Bin Laden). Infine egli divenne leader del comitato di al-Qāʿida per i media. Lavorò anche per la realizzazione di vari piani d'attacco contro Israele e il Sud-Est asiatico. Fu anche assai vicino a Ridwān ʿIsām al-Dīn, antico leader della organizzazione terroristica fondamentalistica del Sud-Est asiatico, al-Jama'a al-Islamiyya.
Khalid Shaykh Muhammad ha viaggiato per tutto il mondo facendo ampio uso di passaporti falsi ed è stato più volte sul punto di essere individuato e arrestato dalle autorità statunitensi.
Nel giugno del 2001 chiamò 3 volte tramite un telefono cellulare di proprietà del belga Saber Mohammed e si pensa che abbia agito da messaggero per conto di Mosa Zi Zemmori e Driss Elatellah.

### Attacchi dell'11 settembre del 2001
Negli interrogatori di Ramzi bin al-Shibh e di Khalid Shaykh Muhammad (catturati rispettivamente nel 2002 e nel 2003) si afferma che Muhammad era stato l'istigatore e il principale organizzatore degli attacchi. Suo cugino, Ali Abd al-Aziz Ali, è stato uno dei maggiori finanziatori degli attacchi.
Il primo piano di dirottamento che Muhammad presentò alla leadership di al-Qa'ida parlava di numerosi aeroplani, sia della costa atlantica, sia della costa pacifica da dirottare e abbattere sugli obiettivi. Il suo piano si sviluppò da un primo fallimentare complotto noto come "Progetto Bojinka", che esigeva 10 o anche più aeroplani da far esplodere in volo o da dirottare per usarli come missili. Bin Laden respinse alcuni possibili obiettivi suggeriti da Muhammad, come la U.S. Bank Tower di Los Angeles.
Alla fine del 1998 o i primi del 1999, Bin Laden dette la sua approvazione a Muhammad perché proseguisse a organizzare il complotto. Una serie di incontri avvenne nella primavera del 1999, in cui furono coinvolti Khalid Shaykh Muhammad, Osama bin Laden e il suo capo militare Mohammed Atef. Bin Laden assicurò la propria guida del complotto, oltre al suo sostegno finanziario. Bin Laden fu altresì coinvolto nella selezione di personale che doveva prender parte al complotto, inclusa la scelta di Mohamed Atta nella sua veste di capo dei dirottatori. Muhammad assicurò sostegno operativo, come la selezione degli obiettivi da colpire e l'aiuto per organizzare il viaggio dei dirottatori.
Dopo la scelta di Atta per comandare la missione, "egli [Muhammad] s'incontrò con Bin Laden per discutere degli obiettivi da colpire: il World Trade Center, che rappresentava l'economia degli Stati Uniti; il Pentagono, un simbolo della potenza militare statunitense; e il Campidoglio di Washington, l'esplicita fonte della politica degli USA in favore di Israele. La Casa Bianca era anche sulla lista, in quanto Bin Laden la considerava un simbolo politico e voleva attaccare anch'essa".
"Bin Laden sottopose per mesi a pressioni KSM (Khalid Shaykh Muhammad) perché fosse anticipata la data dell'attacco. Secondo KSM, Bin Laden aveva sempre chiesto che gli attacchi avvenissero nella prima metà del 2000, dopo che il leader dell'opposizione in Israele, Ariel Sharon aveva provocato una grave crisi nel Vicino Oriente con la sua provocatoria e contestata visita nella Spianata Sacra delle Moschee di Gerusalemme (sito sacro all'Ebraismo e all'Islam), per affermare la volontà d'inglobare l'intera Città Santa allo Stato ebraico. Sebbene Bin Laden riconoscesse che Atta e gli altri piloti fossero da poco giunti negli USA per cominciare i loro corsi di addestramento al pilotaggio, il leader di al-Qāʿida intendeva punire gli Stati Uniti per il loro puntuale sostegno a Israele. Si dice che egli avesse chiesto a KSM se sarebbe stato sufficiente semplicemente far precipitare gli aerei dirottati senza colpire specifici obiettivi. KSM si oppose a tali pressioni, spiegando che l'operazione non avrebbe avuto successo se i piloti non fossero stati addestrati convenientemente e se il gruppo di dirottatori non fosse stato più numeroso".
In un'intervista del 2002 al giornalista di Al Jazeera Yosri Fouda, Muhammad ammise il proprio coinvolgimento e così pure quello di Ramzi bin al-Shibh, per quanto riguardava l'"Operazione Martedì Santo" (Holy Tuesday Operation)". Muhammad fu arrestato il 1º marzo 2003 a Rawalpindi (Pakistan). Mohammed infine fu spedito nel carcere speciale di Guantanamo Bay.
Nel marzo del 2007, la Reuters riferì che Khalid Shaykh Muhammad "aveva confessato" d'aver avuto un ruolo negli attacchi terroristici dell'11 settembre, nel corso di un'udienza segreta nella Guantanamo Bay di Cuba. "Sono stato responsabile dell'Operazione 11 settembre dalla A alla Z", disse Khalid Shaykh Muhammad in una dichiarazione letta il sabato di fronte al Tribunale per la revisione dello status di combattente riunito nel carcere speciale di Guantanamo Bay. La sua confessione fu letta da un componente delle forze armate statunitensi che fungeva da suo personale rappresentante.

### Reid, l'attentatore della scarpa
Secondo il componente operativo di al-Qa'ida, Muhammad Mansur Jabara, catturato e interrogato in Oman nel 2003, Khalid Shaykh Muhammad aveva inviato per un'operazione terroristica il componente operativo di al-Qa'ida operative Richard Reid, l'"attentatore della scarpa", con l'incarico di compiere un attentato al plastico su un velivolo. Jabara indicò anche che tanto lui quanto Reid facevano riferimento a Khalid Shaykh Muhammad.

### L'omicidio di Daniel Pearl
Secondo un'intervista della CNN all'esperto di intelligence Rohan Gunaratna, "Daniel Pearl stava indagando sulla rete di al-Qāʿida che era operativa a Karachi e fu su istruzione di Khalid Shaykh Muhammad che Daniel Pearl fu assassinato". Il 12 ottobre del 2006, la rivista Time riferì che "KSM aveva confessato, sotto interrogatorio della CIA, che egli aveva commesso di persona l'omicidio" (ma i sistemi impiegati per estorcere tali confessioni, assai difficilmente distinguibili dalla tortura, rendono assai problematica la presentazione di simili prove nel corso di un normale dibattimento giudiziario esperito di fronte a un tribunale civile). Il 15 marzo 2007, il Pentagono emise una dichiarazione secondo cui Muhammad aveva confessato l'assassinio. La dichiarazione riportava che Muhammad avrebbe detto: "Ho decapitato io con la mia mano destra benedetta la testa dell'ebreo americano, Daniel Pearl, nella città pakistana di Karachi. Per chi volesse confermarlo, esistono mie fotografie su Internet in cui io tengo la sua testa (mozzata)".

### Attentato del nightclub di Bali
Khalid Shaykh Muhammad fu anche indirettamente implicato nell'attentato dinamitardo del 2002 contro un nightclub di Bali, in Indonesia. Nel 2006 la Associated Press riferì che il colonnello Petrus Reinhard Golose della task force anti-terroristica indonesiana, in cui sosteneva che "Khalid Shaykh Muhammad fu personalmente coinvolto nel costituire il sistema dei corrieri, in cui il denaro [per indennizzare gli attentatori-suicidi] fu trasportato dalla Thailandia in Malaysia e infine nell'isola indonesiana di Sumatra".

## Cattura, interrogatori e voci di maltrattamenti
L'11 settembre del 2002, membri del Inter-Services Intelligence (ISI) pakistano, affermarono di aver ucciso o catturato Khalid Shaykh Muhammad durante un raid a Karachi che aveva portato alla cattura di Ramzi bin al-Shibh. Alcune persone dichiararono invece che KSM era fuggito e che solo la sua famiglia era stata imprigionata.
Il 1º marzo 2003, l'ISI dichiarò che lo avevano catturato nel corso di un raid a Rawalpindi (Pakistan) nel corso di un'operazione congiunta con gli elementi operativi (la Special Activities Division) della CIA. In seguito a tale dichiarazione, alcune fonti ufficiali pakistane sostennero che egli era stato immediatamente trasferito sotto la custodia degli Stati Uniti senza dar corso ad alcuna procedura di estradizione, mentre altre dichiararono che egli era rimasto sotto custodia pakistana. Il raid ebbe luogo nella casa di Ahmad Abd al-Quddus, che era stato parimenti arrestato come agente di al-Qāʿida. La famiglia di ʿAbd al-Quddūs dichiarò alla stampa che Khalid Shaykh Muhammad non era nell'abitazione, che ʿAbd al-Quddūs era disabile e che non era mai stato un associato di al-Qāʿida, e che la polizia che aveva condotto l'operazione non aveva chiesto di Khalid Shaykh Muhammad. Altri resoconti giornalistici sostennero che fonti talebane pakistane avevano dichiarato che KSM non era stato catturato e che era ancora alla macchia.

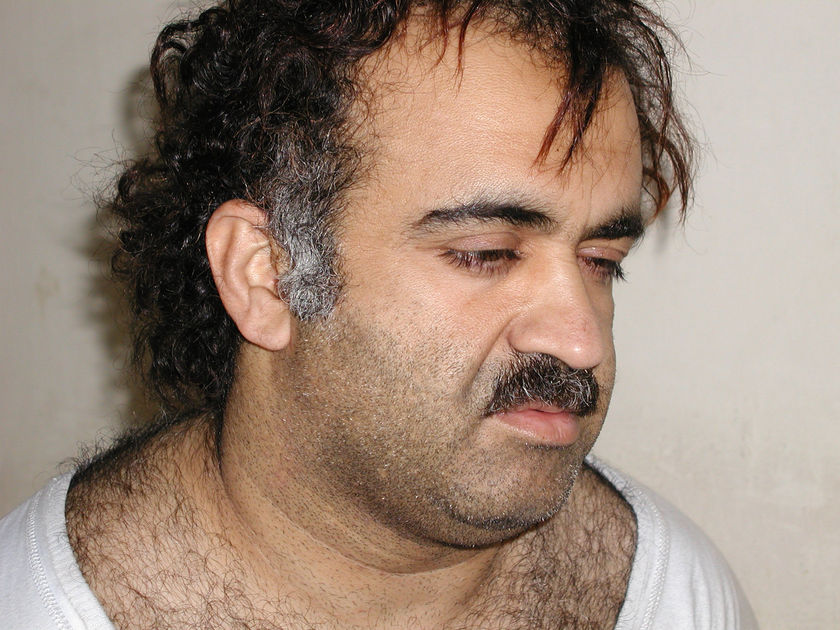
Khalid Shaykh Muhammad dopo la cattura.

Secondo il "Computo non secretato delle prove" presentato durante l'Udienza per l'esame relativo allo status di Combattente nel 2007, un hard drive di computer sequestrato nel corso della cattura di Khalid Shaykh Muhammad conteneva:
- informazioni sui quattro aerei dirottati l'11 settembre 2001, inclusi i nomi in codice, la compagnia aerea, il numero del volo, l'obiettivo, il nome del pilota e informazioni relative, nonché i nomi dei dirottatori.
- fotografie di 19 persone, identificate come dirottatori dell'11 settembre 2001.
- un documento contenente le spese per il conseguimento del brevetto da parte di Mohamed Atta e biografie di alcuni dei dirottatori dell'11 settembre 2001.
- fotocopie di passaporti e una fotografia di Mohamed Atta.
- trascrizioni di sessioni di chat riferibili, in almeno un'occasione, ai dirottatori dell'11 settembre 2001.
- tre lettere di Osama bin Laden
- fogli elettronici relativi all'assistenza economica alle famiglie di membri ben noti di al-Qāʿida.
- una lettera indirizzata agli Emirati Arabi Uniti minacciante un attacco qualora il loro governo avesse proseguito a fornire assistenza gli Stati Uniti.
- un documento che sintetizzava le procedure operative e i requisiti d'addestramento di una cellula di al-Qāʿida.
- una lista di militanti di al-Qāʿida, uccisi e feriti.

Tuttavia, nell'audizione Khalid Shaykh Muhammad obiettò che il computer non gli apparteneva e che esso era di Mustafa Ahmad al-Hawsawi, arrestato assieme a lui.
Il 12 ottobre 2004 Human Rights Watch riferì che 11 sospetti di reato, incluso Khalid Shaykh Muhammad, era stato imprigionato in un carcere segreto in Giordania, in cui poteva essere stato sottoposto a torture sotto la direzione della CIA. Fonti ufficiali giordane e statunitensi hanno smentito queste accuse.
Il Direttore della CIA, Michael Hayden, dichiarò a una Commissione del Senato statunitense il 5 febbraio 2008, che l'Agenzia aveva fatto ricorso alla tecnica di interrogatorio del cosiddetto waterboarding per Khalid Shaykh Muhammad.
Nel giugno 2008 un articolo del New York Times riportò - citando esponenti non precisati della CIA - che Khalid Shaykh Muhammad era imprigionato in un luogo di detenzione segreto in Polonia, vicino all'aeroporto di Szymany, a circa 170 chilometri a nord di Varsavia e sarebbe stato qui che egli era stato interrogato e, di fatto, torturato con la tecnica del waterboarding, soltanto dopo la quale egli aveva cominciato a "collaborare".

### Rapporto sull'abuso operato ai danni dei suoi figli da parte degli inquirenti
Ali Khan, padre del detenuto di Guantanamo Majid Khan, un altro dei 14 "detenuti di alto profilo", rilasciò un affidavit il 16 aprile 2006, in cui citava che gli interrogatori cui erano stati sottoposti i figli di Khalid Shaykh Muhammad, di 6 e di 8 anni, avevano condotto ad abusi. L'affidavit di Ali Khan citava un altro dei suoi figli, Mohammed Khan:

### Trasferimento a Guantanamo e udienza davanti al Tribunale per l'esame dellostatusdi combattente
Il 6 settembre 2006 il presidente degli Stati Uniti George W. Bush confermò per la prima volta che la CIA aveva posto sotto custodia "detenuti di alto profilo" in centri segreti incaricati degli interrogatori. Annunciò anche che quattordici importanti prigionieri, incluso Khalid Shaykh Muhammad, erano stati trasferiti dalla custodia della CIA alla custodia militare, al campo detentivo di Guantánamo Bay e che questi 14 prigionieri avrebbero ora potuto attendersi di vedersi contestare le loro imputazioni di fronte alle commissioni militari di Guantánamo.
In un discorso del 29 settembre 2006, il presidente Bush affermò: "Una volta catturati, Abu Zubayda, Ramzi bin al-Shibh e Khalid Shaykh Muhammad sono stati posti sotto la custodia della Central Intelligence Agency. Gli interrogatori di questi e altri sospetti terroristi hanno fornito informazioni che ci hanno aiutato a proteggere il popolo americano. Ci hanno aiutato a sgominare una cellula di elementi terroristici operativi del Sud-est asiatico che avevano preparato attacchi da portare all'interno degli Stati Uniti. Ci hanno aiutato a vanificare un piano di al-Qāʿida per sviluppare antrace per attacchi terroristici. Ci hanno aiutato a bloccare un piano già pianificato per colpire un campo dei Marines a Gibuti, a prevenire un attacco già pianificato contro il consolato statunitense a Karachi, e a sventare un complotto per dirottare aerei civili per farli volare contro l'aeroporto di Heathrow e il centro direzionale londinese di Canary Wharf".
Nel marzo del 2007 Mohammed fu ascoltato come teste in un'udienza a porte chiuse a Guantánamo Bay. Secondo i resoconti dell'udienza pubblicati dal Pentagono, egli disse: "Io sono stato responsabile dell'operazione dell'11 settembre, dalla A alla Z". Le trascrizioni lo mostrano anche confessare: 1) l'organizzazione degli attentati al World Trade Center del 1993; 2) l'attentato al nightclub di Bali; 3) il tentativo messo in atto da Richard Reid che aveva occultato esplosivo nelle sue scarpe. Egli confessò anche di aver pianificato attacchi all'aeroporto di Heathrow e alla Torre dell'Orologio (Big Ben) del Palazzo di Westminster a Londra, l'omicidio di Pearl nel 2002 e la pianificazione di attentati con cui colpire papa Giovanni Paolo II, Pervez Musharraf e Bill Clinton.
Il 15 marzo 2007 la BBC News riferì che "le trascrizioni delle sue testimonianze sono state tradotte dall'arabo e stampate dal Dipartimento di Stato della Difesa statunitense dopo l'eliminazione di materiale d'intelligence rilevante. Sembra, a seguito di una domanda di un giudice, che Khalid Shaykh Muhammad avesse reso dichiarazioni sotto tortura, condotta da personale statunitense da cui era tenuto sotto custodia". In trascrizioni del Dipartimento della Difesa, Muhammad disse che le sue dichiarazioni non erano state estorte con metodi violenti, ma Muhammad e gli avvocati che si occupano di diritti dell'uomo hanno dichiarato che egli era stato torturato. Responsabili della CIA avevano in precedenza affermato alla ABC News che "Muhammad aveva resistito alla tortura definita waterboarding per due o tre minuti prima di cominciare a parlare". Esperti legali sostengono che ciò potrebbe vanificare ogni sua testimonianza. Lo psichiatra forense, il medico Michael Welner, un esperto di false confessioni, ha osservato dalle trascrizioni delle testimonianze che tutto ciò che riguardava la sua famiglia poteva aver sollecitato Muhammad a cooperare assai più di qualsiasi maltrattamento inflittogli in precedenza.

## Seguiti giurisdizionali
Nel febbraio 2008 è stato accusato di crimini di guerra e omicidio da una commissione militare statunitense nel campo di detenzione della Baia di Guantánamo; si tratta di reati che potrebbero portarlo alla pena capitale se condannato. Nel 2012, un ex procuratore militare ha criticato il procedimento come insostenibile a causa delle confessioni ottenute sotto tortura, alla luce del fatto che una decisione del 2008 della Corte Suprema degli Stati Uniti aveva messo in discussione la legalità dei metodi utilizzati per ottenere tali ammissioni ed il fatto che potessero essere addotte come prove in un procedimento penale.
Il 30 agosto 2019, un giudice militare ha fissato la data del processo all'11 gennaio 2021. L'inizio del processo è stato ulteriormente posticipato il 18 dicembre 2020, a causa della pandemia di COVID-19, ed è poi ripreso il 7 settembre 2021. Nell'ottobre 2022 risultava uno dei 35 prigionieri ancora detenuti a Guantánamo.
Il 31 luglio 2024, Khalid Sheikh Mohammed ha evitato un processo in cui poteva essere condannato a morte, in cambio di una condanna all'ergastolo..